# Eishockeyturnier in Brüssel 1910
Das Eishockeyturnier in Brüssel fand vom 29. bis 31. Dezember 1910 in Brüssel, Belgien, statt und diente als Vorbereitungsturnier für die 2. Europameisterschaft, die im Februar 1911 stattfand. Es gehört zudem zu einer Reihe von Turnieren der noch jungen Sportart, die nach der Gründung der LIHG 1908 ins Leben gerufen wurden. Anlass des Turniers war die Einweihung der zweiten Eishalle in Belgien, dem Palais de Glace Saint-Sauveur.
Die teilnehmenden Club-Mannschaften stellten dabei den späteren Kader der jeweiligen Nationalmannschaften für die Europameisterschaft. Die Oxford Canadians, eine Auswahl kanadischer Studenten aus dem englischen Oxford, gewannen das Turnier mit einer Bilanz von drei Siegen aus ebenso vielen Spielen.

## Spiele
| 29. Dezember 1910 | Oxford Canadians | 20:2 (10:1, 10:1) | SC Charlottenburg | Brüssel |

| 29. Dezember 1910 | Brussels Ice Hockey Club | 4:6 (2:2, 2:4) | Berliner Schlittschuhclub | Brüssel |

| 30. Dezember 1910 | Brussels Ice Hockey Club | 6:2 (3:0, 3:2) | SC Charlottenburg | Brüssel |

| 30. Dezember 1910 | Oxford Canadians | 10:1 (6:0, 4:1) | Berliner Schlittschuhclub | Brüssel |

| 31. Dezember 1910 | Berliner Schlittschuhclub | 14:4 (8:2, 6:2) | SC Charlottenburg | Brüssel |

| 31. Dezember 1910 | Oxford Canadians | 13:2 (6:1, 7:1) | Brussels Ice Hockey Club | Brüssel |

## Abschlusstabelle
| Pl. |                           | Sp | S | U | N | Tore  | Punkte |
| 1.  | Oxford Canadians          | 3  | 3 | 0 | 0 | 43:05 | 6:0    |
| 2.  | Berliner Schlittschuhclub | 3  | 2 | 0 | 1 | 21:18 | 4:2    |
| 3.  | Brussels Ice Hockey Club  | 3  | 1 | 0 | 2 | 12:21 | 2:4    |
| 4.  | SC Charlottenburg         | 3  | 0 | 0 | 3 | 08:40 | 0:6    |